# Markus Rinderspacher

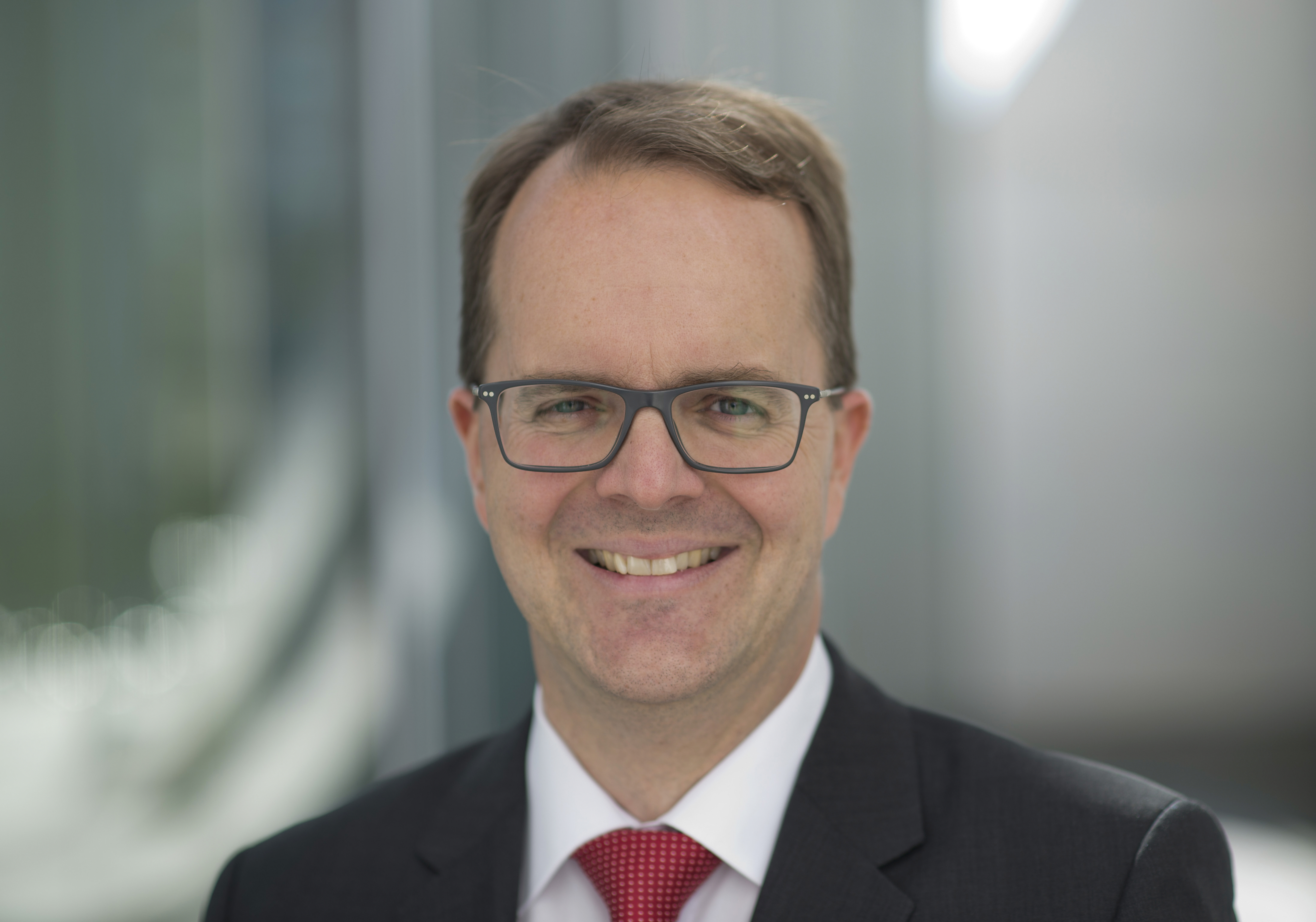
Markus Rinderspacher (2014)

Markus Rinderspacher (* 18. Juli 1969 in Kaiserslautern) ist ein deutscher Politiker, früherer Fernsehjournalist und seit 2008 Abgeordneter des Bayerischen Landtags. Dort war er von Oktober 2009 bis November 2018 SPD-Fraktionsvorsitzender und somit Oppositionsführer im Landtag. Seit November 2018 ist er der 5. Vizepräsident des Bayerischen Landtags und europapolitischer Sprecher seiner Fraktion.

## Ausbildung und Beruf
Rinderspacher machte im Jahr 1988 Abitur und absolvierte im Anschluss an seinen Wehrdienst beim Bundeswehr-Bataillon für Psychologische Verteidigung in Andernach von 1989 bis 1991 eine Ausbildung als Bankkaufmann. In den Jahren 1991 bis 1992 absolvierte er eine Weiterbildung in Medienmarketing an der Bayerischen Akademie für Werbung und Marketing, außerdem studierte er von 1991 bis 1996 Politologie, Medienrecht und Psychologie an der Ludwig-Maximilians-Universität München. Nach Abschluss seines sozialwissenschaftlichen Studiums (Magister artium) arbeitete Rinderspacher ab 1996 als Fernsehjournalist, gab seinen Beruf jedoch nach seiner Wahl in den Landtag auf.
Rinderspacher ist evangelisch und Vater eines Sohnes.

## Politik
Rinderspacher, der seit dem Jahr 2002 Mitglied der SPD ist, war von 2005 bis 2009 ehrenamtlicher Pressesprecher der Münchner SPD. Bei der Landtagswahl in Bayern 2008 wurde er im Wahlkreis Oberbayern über die SPD-Wahlliste erstmals in den Bayerischen Landtag gewählt, das Direktmandat im Stimmkreis München-Ramersdorf verfehlte er. Im Landtag gehörte er zunächst dem Ausschuss für Verfassung, Recht, Parlamentsfragen und Verbraucherschutz als Mitglied an. Am 21. Oktober 2009 wurde er in der Nachfolge von Franz Maget Fraktionsvorsitzender. Dieses Amt hatte er neun Jahre lang inne.
Nach der Landtagswahl in Bayern 2018 zog Rinderspacher wieder in den Landtag ein, kündigte aber an, auf Grund des schlechten Wahlergebnisses seiner Partei, nicht wieder als Fraktionsvorsitzender zu kandidieren. Seit 2018 ist Rinderspacher als einer der Stellvertreter von Ilse Aigner Landtagsvizepräsident.
Bei der Landtagswahl 2023 zog er erneut in den Landtag ein.
Rinderspacher schlug im März 2020 vor, die antragslose Briefwahl künftig auch bei Bundestags- und Landtagswahlen durchzuführen, nachdem wegen der COVID-19-Pandemie in Deutschland die Stichwahlen zu den Kommunalwahlen in Bayern 2020 ausschließlich per Briefwahl stattgefunden hatten. Vor dem Hintergrund wachsender Mobilität sei dies eine „zeitgemäße, bürgerfreundliche und sinnvolle Wahlvariante“.

## Parlamentarische Funktion
Rinderspacher wurde im November 2018 zum V. Vizepräsidenten des Bayerischen Landtags gewählt und ist seitdem außerdem Mitglied des Ältestenrats. Er gehört dem Ausschuss für Bundes- und Europaangelegenheiten sowie regionale Beziehungen an und ist seit 2018 europapolitischer Sprecher seiner Fraktion. Seit 2020 ist er Vorsitzender des parlamentarischen Freundeskreises Bayern-Taiwan. In den Jahren 2022 und 2023 war er der SPD-Obmann im parlamentarischen Untersuchungsausschuss zur Aufklärung der sogenannten Maskenaffäre.

## Bundesversammlungen
Rinderspacher war mehrfach Mitglied der Bundesversammlungen zur Wahl des Bundespräsidenten. 2009 unterstützte er nach eigenen Angaben mit seiner Stimme die SPD-Kandidatin Gesine Schwan, bei den Wahlen 2010 und 2012 Joachim Gauck, 2017 und 2022 Frank-Walter Steinmeier.

## Öffentliche Ämter und Funktionen
Rinderspacher ist Kuratoriumsvorsitzender der evangelischen Stiftung Wings of Hope Deutschland, Kuratoriumsmitglied der Ludwig-Maximilians-Universität München, der Akademie für Politische Bildung in Tutzing sowie der Bayerischen Volksstiftung, des Münchner Forum für Islam (MFI) und der Georg-von-Vollmar-Akademie, der Bayerischen Philharmonie sowie des Hospizdienstes DaSein e. V., Mitglied im Stiftungsrat des Bayerischen Fußballverbands und der Buchheim Stiftung des Museum der Phantasie in Bernried am Starnberger See, politischer Beirat der Stiftung Neues Konzerthaus München und parlamentarischer Beirat im Bundesverband eMobilität. Er ist stv. Vorsitzender der Landesarbeitsgemeinschaft Bayern Malihilfe e. V., Vorstandsmitglied bei der Europäischen Akademie Bayern e. V. sowie bei der Münchner Europa Konferenz e. V.
Im Dezember 2023 wurde er vom Auswärtigen Amt als Mitglied der deutsch-taiwanischen Dialogplattform berufen.
In den Jahren 2008 bis 2010 sowie von 2013 bis 2018 war Rinderspacher vom Bayerischen Landtag als Mitglied in den Bayerischen Medienrat gewählt worden, dem Rundfunkaufsichtsgremium der Bayerischen Landeszentrale für neue Medien (BLM).

## Verfassungsklagen
Durch die Aktivitäten Rinderspachers erhielt die Bayerische Staatsregierung im Juni 2011 einen Rüffel vom Verfassungsgerichtshof. Die BayernSPD-Landtagsfraktion wollte Einsicht in die sogenannten Resonanzstudien und bekam diese erst, als sie mit einer Klage vor Gericht ging. Der Bayerische Verfassungsgerichtshof urteilte schließlich, dass die CSU-geführte Staatsregierung das Parlament auf Anfrage über den Inhalt der Studien hätte informieren müssen. Durch die Ablehnung verschiedener Auskünfte sei das Informationsrecht der Opposition grundsätzlich verletzt und gegen die Verfassung verstoßen worden. Zuvor hatte bereits der Bayerische Oberster Rechnungshof (ORH) die Staatskanzlei scharf gerügt. Sie habe mit den Resonanzstudien Regierungs- und Parteiinteressen in unzulässiger Weise vermengt.
Auch im Mai 2014 hatte Rinderspacher beim Bayerischen Verfassungsgerichtshof erneut Erfolg. Die Richter urteilten, die von der SPD eingereichten Fragen zur sogenannten Verwandtschaftsaffäre innerhalb des Kabinetts Seehofer müssten beantwortet werden.
Im November 2016 gab der Bayerische Verfassungsgerichtshof abermals einer Klage Rinderspachers vollumfänglich statt und erklärte die Regelungen über sogenannte Volksbefragungen mit der Bayerischen Verfassung für unvereinbar.
Im Dezember 2019 erzielte Rinderspacher einen weiteren Teilerfolg mit seiner Klage gegen das Bayerische Integrationsgesetz, die er zwei Jahre zuvor als Vorsitzender der Bayern-SPD Landtagsfraktion eingebracht hatte. Der Bayerische Verfassungsgerichtshof erachtete einzelne Vorschriften für verfassungswidrig.

## Evangelische Landessynode
In der Synodalperiode 2014 bis 2020 war Rinderspacher berufenes Mitglied der Landessynode der evangelisch-lutherischen Kirche in Bayern. Das aus 108 Mitgliedern bestehende Gremium ist zuständig für die kirchliche Gesetzgebung sowie für die Wahl des Landesbischofs.

## Ehrungen
- 2017 Bayerische Verfassungsmedaille in Silber[16]